# Ванево (Гайнівський повіт)
Ванево (пол. Waniewo) — село в Польщі, у гміні Нарва Гайнівського повіту Підляського воєводства.
Населення — 43 особи (2011).
У 1975-1998 роках село належало до Білостоцького воєводства.

## Демографія
Демографічна структура станом на 31 березня 2011 року:
|          | Загалом | Допрацездатний вік | Працездатний вік | Постпрацездатний вік |
| -------- | ------- | ------------------ | ---------------- | -------------------- |
| Чоловіки | 20      | 3                  | 14               | 3                    |
| Жінки    | 23      | 3                  | 10               | 10                   |
| Разом    | 43      | 6                  | 24               | 13                   |